# Андре Кайат
Андре Кайат (фр. André Cayatte, настоящее имя Марсель Трюк, фр. Marcel Truc; 3 февраля 1909, Каркассон — 6 февраля 1989, Париж) — французский кинорежиссёр, сценарист, многократный призёр международных кинофестивалей.

## Биография и творчество
Рано проявил склонность к литературе, уже в семнадцать лет он писал рассказы. Проучившись некоторое время в Педагогическом институте, он уходит из него перед выпускными экзаменами и поступает на юридический факультет с намерением посвятить себя профессии юриста. Изучал филологию и право, служил адвокатом в Тулузе, затем в Париже. Занялся журналистикой и литературой, дебютировал книгой стихов (1927), опубликовал несколько романов и киносценариев, по ним поставлены фильмы Марка Аллегре «Вход для артистов» (1938 год) и Жана Гремийона «Буксиры» (1939 год). Писал сценарии сам, перерабатывает чужие и правит диалоги. Дебютом Кайата как режиссёра стал его фильм Лжелюбовница, снятый по одноимённому роману Бальзака (1942), действие которого было перенесено в современность:
Режиссура для меня лишь часть работы кинематографиста. Режиссёра нет, есть „автор“ фильма, которому приходится пользоваться камерой, как писателю — пером
Во время войны и немецкой оккупации он снял несколько фильмов, за что члены Сопротивления записали его в коллаборационисты и запретили ему заниматься этой профессией.
В картине «Веронские любовники» (1949), поставленной по сценарию Жака Превера (для которого тема страсти двух влюбленных, которых разлучает рок является очень характерной), переносит действие трагедии «Ромео и Джульетта» в современность, и привносит в неё актуальную в послевоенные годы антифашистскую и социальную направленность.
Критика относит режиссёра и его фильмы к так называемому «идейному кино», сами же создатели (автором или соавтором многих сценариев его фильмов был Шарль Спаак) утверждали, что стремятся к созданию «объективного» кино" для которого характерно обращение к острым моральным, социальным и политическим темам, чаще всего эти проблемы рассматриваются в юридической и детективной плоскости. После проблемы осуждения и юридической ошибки в фильме «Правосудие свершилось» (ставшего единственным фильм, получившим одновременно две главные награды международных кинофестивалей — «Золотого льва» и «Золотого медведя»), в фильме «Все мы убийцы» (1952) рассматривается вопрос наказания и смертной казни. В одном из интервью Андре Кайат заявил: «Существуют темы, к которым я испытываю глубокое пристрастие. Прежде всего это тема солидарности, солидарности не сентиментальной, а органической. Все мы связаны друг с другом и ответственны друг перед другом. Мы ответственны перед чернокожей студенткой, которой закрыт доступ в университет, и перед индийским крестьянином, подыхающим от голода».
В 1955 году Министерство юстиции запретило ему снять фильм о деле Сезнека (1923), осужденного за убийство на пожизненную каторгу — как считается, в результате подтасовки улик инспектором Бонни. Несколько стран предложили ему снимать этот фильм у них, но он отказался, в связи с тем, что за пределами Франции трудно было бы воссоздать обстановку: «Я хочу поставить „Сезнека“ во Франции, чтобы помочь реабилитировать её правосудие».

## Награды и номинации
- Золотой лев Венецианского МКФ (1950 год)
- Золотой медведь Берлинского МКФ (1951 год)
- специальная премия жюри Каннского МКФ (1952 год)
- международный приз Каннского МКФ (1954 год)
- Золотой лев Венецианского МКФ (1960 год)
- Серебряный медведь Берлинского МКФ (1973 год)

## Фильмография
- 1942 : Лжелюбовница / La Fausse Maîtresse (по роману Бальзака; с Даниэль Дарьё)
- 1943 : Дамское счастье / Au Bonheur des Dames (по роману Золя, с Мишелем Симоном)
- 1943 : Пьер и Жан / Pierre et Jean (по роману Мопассана)
- 1946 : Последний грош / Le Dernier Sou
- 1946 : Серенада под облаками / Sérénade aux nuages
- 1946 : Роже-ля-Онт / Roger la Honte
- 1946 : Месть Роже-ля-Онта / La Revanche de Roger la Honte (с участием Марии Казарес)
- 1947 : Неизвестный певец / Le Chanteur inconnu
- 1948 : Раскрытые карты / Le Dessous des cartes (с Сержем Реджани)
- 1949 : Веронские любовники / Les Amants de Vérone (сценарий Ж.Превера по «Ромео и Джульетте» Шекспира; Анук Эме, Пьер Брассёр, Серж Реджани)
- 1949 : Возвращение к жизни / Retour à la vie
- 1950 : Правосудие свершилось / Justice est faite (c участием Диты Парло; «Золотой медведь» Берлинского МКФ, «Золотой лев» Венецианского МКФ)
- 1952 : Все мы убийцы / Nous sommes tous des assassins (специальная премия жюри Каннского МКФ)
- 1954 : Перед потопом/ Avant le déluge (c участием Марины Влади и Бернара Блие; две премии Каннского МКФ)
- 1955 : Чёрная папка / Le Dossier noir (с участием Бернара Блие; номинация на «Золотую пальмовую ветвь» Каннского МКФ)
- 1957 : Око за око / Œil pour œil (с участием Курда Юргенса; номинация на «Золотого льва» Венецианского МКФ)
- 1958 : Двустворчатое зеркало / Le Miroir à deux faces (c участием Мишель Морган и Сандры Мило)
- 1960 : Переправа через Рейн / Le passage du Rhin (Николь Курсель, Шарль Азнавур; «Золотой лев» Венецианского МКФ)
- 1964 : Супружеская жизнь с точки зрения Жан-Марка / Jean-Marc ou la Vie conjugale
- 1964 : Супружеская жизнь с точки зрения Франсуазы / Françoise ou la Vie conjugale
- 1963 : Меч и весы / Le Glaive et la Balance (Энтони Перкинс, Жан-Клод Бриали)
- 1965 : Ловушка для Золушки / Piège pour Cendrillon (сценарий Жана Ануя по одноимённому роману Жапризо)
- 1967 : Профессиональный риск / Les Risques du métier (Эмманюэль Рива, Жак Брель)
- 1969 : Дорога на Катманду / Les Chemins de Katmandou (Джейн Биркин, Серж Генсбур, Саша Питоев)
- 1971 : Умереть от любви / Mourir d’aimer (Анни Жирардо)
- 1973 : Нет дыма без огня («Шантаж» в сов. прокате) / Il n’y a pas de fumée sans feu (Анни Жирардо, Мирей Дарк; «Серебряный медведь» и ещё три премии Берлинского МКФ)
- 1974 : Вердикт / Verdict (Жан Габен, Софи Лорен)
- 1977 : Каждому свой ад («У каждого свой ад» в сов. прокате) / À chacun son enfer (Анни Жирардо, Бернар Фрессон)
- 1978 : В интересах государства / La Raison d'État (Моника Витти)
- 1978 : Любовь под вопросом / L’Amour en question (Анни Жирардо, Биби Андерсон, Мишель Галабрю)
- 1981 : Адвокаты дьявола / Les avocats du diable (телевизионный)

## Восприятие критики
Режиссёры новой волны воспринимали социально-заострённое творчество Кайата как расчётливо ангажированное и заигрывающее этим с публикой, зрители и экспертное сообщество (жюри европейских кинофестивалей, значительная часть кинокритики) отвечали ему поддержкой.
В статье «Кибернетика Андре Кайатта» выдающийся критик и теоретик кино Андре Базен отмечая, что режиссёр «ввел во французскую кинематографию новый тип социального фильма» писал: «Кайатт изобрел ложный жанр, он ставит ложь искусства на службу того, что авторы считают правдой».
Жак Лурсель в своём «Словаре кино» писал о его фильме «Перед потопом», что «Главные недостатки стиля Кайатта (отсутствие тонкостей и нюансов, демонстративное преувеличение в повествовании, использование — иногда снисходительное — мелодраматических приемов) не должны скрывать оригинальность и даже необычность фильма в крайне затхлой атмосфере французского кино начала 50-х гг».
Пьер Лепроон критикуя творчество режиссёра за тенденциозность, что превращало по его мнению фильмы, в ущерб «психологичности и художественности, в логические аргументы, в олицетворение абстракции» писал: «Проблемный фильм — это явление пропагандистского кино. Мы вступаем на самый опасный путь. Если речь идет лишь о том, чтобы убеждать, то в чём же заслуга художника?». Для Кайатта, по его мнению, речь идет уже не о том, чтобы взволновать зрителя или обогатить его духовный мир, а о том, чтобы убедить его. Франсуа Трюффо писал о нём: «Если бы я упрекнул Андре Кайатта в том, что он не дает никаких „выводов“, он возразил бы мне, что это не входит в задачу художника; на это я мог бы ответить, что он не художник. Он легко опровергнет это обвинение, потрясая золотыми статуэтками призов, которыми отмечен его творческий путь. Что ж, Андре Кайатт и в самом деле человек в своем роде очень сильный».